# Owen Archdeacon
Owen Duncan Archdeacon (født 4. marts 1966 i Greenock, Skotland) er en skotsk tidligere fodboldspiller (midtbane).
Archdeacons karriere blev tilbragt henholdsvis i hjemlandet, hvor han repræsenterede Celtic og Greenock Morton, samt i England hvor han spillede for Carlisle og Barnsley. Hos Celtic var han i 1986 med til at vinde det skotske mesterskab.
Archdeacon nåede aldrig at spille en kamp for Skotlands A-landshold, men spillede i 1986 en enkelt kamp for landets U/21-landshold.

## Titler
Skotsk mesterskab
- 1986 med Celtic